# Vadym Gutzeit
Vadym Houtsait
Pour les articles homonymes, voir Gutzeit.
Vadym Markovytch Gutzeit ou Houtsait (ukrainien : Вадим Маркович Гутцайт), né le 6 octobre 1971 à Kiev, est un sabreur et homme politique ukrainien. Il est ministre de la Jeunesse et des Sports du gouvernement Chmyhal du 4 mars 2020 au 9 novembre 2023.

## Biographie

### Carrière sportive
Vadym Gutzeit débute l'escrime à l'âge de 10 ans et remporte le championnat ukrainien cinq ans plus tard. 
En 1988, il est sacré champion d'Union soviétique junior. Il est médaillé d'or en sabre individuel aux Championnats du monde juniors d'escrime en 1989 et 1990. L'année suivante, il est médaillé d'argent aux Mondiaux junior, et remporte la médaille de bronze individuelle et une médaille d'argent par équipes aux Mondiaux d'escrime senior. 
Il dispute les Jeux olympiques d'été de 1992 à Barcelone sous les couleurs de l'Équipe unifiée, remportant la médaille d'or par équipes. Il dispute aussi les Jeux olympiques d'été de 1996 à Atlanta, terminant sixième de l'épreuve individuelle de sabre ; il est défait sur le score de 14–15 en quart de finale par le Russe Stanislav Pozdniakov, qui sera sacré champion olympique. Gutzeit dispute ses troisièmes Jeux en 2000 à Sydney, perdant en huitièmes de finale contre le Hongrois Domonkos Ferjancsik, et terminant sixième de l'épreuve par équipes. Cette année-là, il est médaillé de bronze aux Championnats d'Europe à Madère.
Gutzeit devient en 2002 arbitre international pour la Fédération internationale d'escrime (FIE), officiant dans des compétitions majeures dont les Jeux olympiques d'été de 2012 à Londres. Il est vice-président de la Fédération ukrainienne d'escrime depuis 2000, et un membre du comité exécutif du Comité national olympique ukrainien depuis 2004. Il intègre le Hall of Fame de la FIE en 2013.

### Carrière politique
De 2018 à 2020, il est responsable du service de la jeunesse et des sports de la ville de Kiev. Il aurait alors été impliqué dans une affaire de détournement de fonds liée à l'achat avec des fonds publics de bateaux à une entreprise détenue par une personne proche des services sportifs de la ville. Aucune enquête n'est cependant ouverte à son encontre,.
À partir du 4 mars 2020, il est ministre de la Jeunesse et des Sports du gouvernement Chmyhal. 
Le 2 février 2022, lors des Jeux olympiques d'hiver de 2022 à Pékin, sur le site d'informations sportives tribuna.ua, il préconise de ne pas fraterniser avec leurs homologues russes lors de la quinzaine olympique en déclarant « Nous avons tenu une visioconférence sur le patriotisme et donné des recommandations sur la manière dont se conduire : ne pas se tenir à côté des sportifs russes, ne pas se prendre en photos avec eux ». Cette recommandation fait suite à la controverse provoquée par la sauteuse en hauteur ukrainienne Yaroslava Mahuchikh, photographiée lors de la remise des médailles en compagnie de la championne olympique russe Maria Lasitskene lors des Jeux olympiques de 2021 à Tokyo,.
Il démissionne de son poste de ministre le 8 novembre 2023, indiquant vouloir se consacrer à ses fonctions de président du Comité national olympique ukrainien, qu'il a cumulé pendant près d'un an.

## Palmarès

### Jeux olympiques d'été
- Médaille d'or en sabre par équipes en 1992, à Barcelone

### Championnats du monde
- Médaille d'argent en sabre par équipes en 1991, à Budapest
- Médaille de bronze en sabre individuel en 1991, à Budapest

### Championnats d'Europe
- Médaille de bronze en sabre par équipes en 2000 à Madère

### Championnats du monde
- Médaille d'or en sabre individuel en 1989 à Athènes
- Médaille d'or en sabre individuel en 1990 à Mödling
- Médaille d'argent en sabre individuel en 1991 à Istanbul

### Universiades
- Médaille d'or en sabre individuel en 1997 en Sicile
- Médaille d'or en sabre individuel en 1999 à Palma
- Médaille d'argent en sabre individuel en 1995 à Fukuoka

### Maccabiades
- Médaille d'or en sabre individuel en 2005 en Israël
- Médaille d'or en sabre par équipes en 2005 en Israël
- Médaille d'argent en sabre individuel en 2001 en Israël